# 低氘水
低氘水（Deuterium-depleted water，DDW）又稱贫氘水，是指人們从天然水中降低氘的濃度後所得到的水。低氘水可以用於製作超纯氕气和核磁共振溶剂以及活化免疫细胞。